# Get on Up (película de 2014)
Get on Up (I Feel Good en Latinoamérica, I Feel Good: La historia de James Brown en España) es una película biopic sobre el padrino del soul, James Brown, que se estrenó el 1 de agosto de 2014; está dirigida por Tate Taylor y escrita por Steven Baigelman, Jez Butterworth y John-Henry Butterworth. La película cuenta con la actuación de Chadwick Boseman, Nelsan Ellis y Tika Sumpter.

## Reparto
- Chadwick Boseman como James Brown.[3]
- Jamarion and Jordan Scott como James Brown de joven.[4]
- Nelsan Ellis como Bobby Byrd.[5]
- Dan Aykroyd como Ben Bart.[6]
- Viola Davis como Susie Brown.[7]
- Lennie James como Joseph "Joe" Brown.[8]
- Fred Melamed como Syd Nathan.
- Craig Robinson como Maceo Parker.[6]
- Jill Scott como Deidre "Dee-Dee" Jenkins.[6]
- Octavia Spencer como la tía Honey Washington.[7]
- Josh Hopkins como Ralph Bass.[9]
- Brandon Mychal Smith como Little Richard.[10]
- Tika Sumpter como Yvonne Fair[11]
- Aunjanue Ellis como Vicki Anderson.
- Tariq Trotter como Pee Wee Ellis.
- Aloe Blacc as Nafloyd Scott.
- Keith Robinson como Baby Roy.[12]
- Nick Eversman como Mick Jagger.[13]
- J.D. Evermore como presentador del seminario.
- Ahna O'Reilly como reportera.
- James DuMont como el cabo Dooley.[14]
- Stacey Scowley como Penelope White.
- Liz Mikel como Gertrude Sanders.
- Aaron Jay Rome como Frankie Avalon.
- Clyde Jones como Daddy Grace.
- Joe T. Blankenship como Alan Leeds.
- Enyla Blackmon como kid como the band.
- Michael Papajohn como policía de 1949.
- Kirk Bovill como anunciador.[15]
- Aakomon Jones como Bobby Bennett.[16][17]
- John Benjamin Hickey como Richard.
- Allison Janney como Kathy.
- Jamell Richardson como Jimmy Nolen.
- Justin Hall como Bootsy Collins.
- Carzell como Catfish Collins.
- Jason Davis como Mayor Kevin White.
- Billy Slaughter como limpiador de piscinas.
- Charles R. Rooney como el presidente Lyndon B. Johnson
- Ralph Tresvant como Sam Cooke.

## Producción
El 22 de octubre de 2012, se anunció que Tate Taylor sería el director de la película biográfica que en ese momento no tenía aún un título definido, y que se trataría de un biopic sobre James Brown, se uniría también a la producción el cantante de los Rolling Stones Mick Jagger y la productora Imagine Entertainment y su productor Brian Grazer. La película sería filmada en Misisipi. El 29 de agosto de 2013, la Universal Pictures como productora y distribuidora programó inicialmente el estreno de la película para el 17 de octubre de 2014 como fecha de estreno, previamente aún sin título. Más tarde, el 13 de noviembre la productora universal cambió la fecha de estreno al 1 de agosto de 2014.

### Rodaje
El 26 de agosto de 2013, los Estudios Universal designó a Chadwick Boseman como James Brown para el papel principal. El 17 de septiembre, Universal anunció un casting abierto para actores, músicos y extras para diferentes roles para la película, celebrado el 21 de septiembre. Más tarde, el 30 de septiembre, Taylor añadió a la actriz Viola Davis para el papel de Susie Brown y Octavia Spencer como tía Honey. Para el 21 de octubre, Nelsan Ellis se unió al elenco de la película para retratar a Bobby Byrd, el viejo amigo de James Brown. Lennie James se unió al elenco el 23 de octubre para desempeñar el papel del padre de James Brown, Joseph "Joe" James. El 24 de octubre, Universal añadió a James DuMont al elenco de la película para ser el papel del emisario de la USO llamado Corporal Dooley. Jill Scott y Dan Aykroyd se unieron a Get On Up el 31 de octubre, Scott haciendo el papel de la esposa de James Brown mientras Aykroyd será Ben Bart, el Presidente de una de las agencias de talentos más grandes de Nueva York, la Universal Attractions Agency.
El 3 de noviembre, Universal añadiría a Keith Robinson en la película para interpretar a  Baby Roy, miembro de la banda de James Brown. El 14 de noviembre, Tika Sumpter también se unió al reparto para desempeñar un papel de cantante como Yvonne Fair. Se rumoreó que Taraji P. Henson podría unirse a la película para el papel de Tammi Terrell. Nick Eversman se unió al reparto el 19 de noviembre para interpretar a Mick Jagger. El 20 de diciembre, Josh Hopkins se unió a la película para interpretar a Ralph Bass, el productor musical. Después del tiroteo envuelto en Natchez, Misisipi, la producción estuvo buscando extras para iniciar filmaciones el 6 de enero de 2014, en la cual estuvieron filmando una escena de concierto que se estableció en París en 1971.
Hubo de nuevo casting el 6 de enero de 2014 para los extras para filmar algunas escenas diurnas en Jackson, Misisipi el 7 de enero de 2014.

### Desarrollo
El rodaje comenzó el 4 de noviembre de 2013, en Natchez, Misisipi y se estuvo rodando en Natchez y sus alrededores hasta finales de 2013 para luego pasar a filmar en Jackson, Misisipi. El 20 de diciembre de 2013, la película, tras los tiroteos en Natchez, el equipo de filmación y producción hizo un parón de vacaciones y reanudaron las filmaciones de 6 de enero de 2014 hasta el 24 de febrero de 2014 en Jackson.
El rodaje se reanudó en Jackson, el 6 de enero de 2014 en Jackson. El 13 de enero de 2014, la prensa publicó la noticia de que la producción ha filmado algunas de las escenas más grandes en Thalia Mara Sala, y también se está rodando otras escenas en el Mississippi Coliseum, en Capitol Street y algunos de los restaurantes de Jackson.

## Lanzamiento
El 13 de marzo de 2014 Universal lanzó las primeras imágenes y el primer tráiler oficial de la película.
El estudio estrenó la película el 1 de agosto de 2014.